# 林家染左
林家 染左（はやしや そめざ、1971年（昭和46年）10月5日 - ）は、兵庫県宝塚市出身の落語家。本名:中川 望。
兄は芸能史研究家の中川桂。

## 概要
幼少の頃に父のレコードを聴いたのがきっかけで落語をはじめとした古典芸能に親しみ、兵庫県立宝塚東高等学校を経て大阪大学文学部史学科に入学。大学では落語研究会に所属する。卒業後、泉佐野市教育委員会学芸員となり、郷土資料館「歴史館いずみさの」の開館などに携わる。
阪神・淡路大震災から2か月後、生まれ育った宝塚の役に立ちたいと思いボランティアで落語を始め、避難所の図書館で古典落語「子ほめ」などを披露した。自身の実家も被災し、悔いの残らない生き方をしようと思い、翌1996年に役所を辞め4代目林家染丸に入門。その特異な経歴を生かし、「実感に基づいた古典の表現を現代に活かせれば」と努力を続けている。日本舞踊、寄席囃子に不可欠な太鼓・笛の腕前でも知られている。
主な会は「めふ乃寄席」「林家亭　染左開発計画」「三人寄れば何とかなる会」。「めふ乃寄席」は1997年に宝塚市売布の仮設市場でスタートし、20年かけて2017年に第100回に到達した。
落語を題材とした2007年度放送のNHK連続テレビ小説『ちりとてちん』に師匠と共に出演した。2017年度放送のNHK連続テレビ小説『わろてんか』では落語を指導した。
大阪府立東住吉高等学校芸能文化科で特別非常勤講師を務め、落語やお囃子の実習を担当している。

## 受賞歴
- 2007年 - 第44回なにわ芸術祭新人賞
- 2014年 - 兵庫県芸術奨励賞
- 2015年 - 宝塚市市民文化賞
- 2021年 - 第16回繁昌亭大賞奨励賞

## 弟子
- 林家勘左